# Cahors
Cahors (okcitansko Caors) je mesto in občina v južni francoski regiji Jug-Pireneji, prefektura departmaja Lot. Njegovo ime je danes poznano po oznaki francoske vinorodne regije. Leta 2009 je mesto imelo 19.948 prebivalce.

## Geografija
Mesto leži v južni Franciji ob reki Lot 115 km severno od Toulousa. Skozenj poteka ena od štirih romarskih poti v Santiago de Compostelo Via Podiensis z začetkom v Le Puy-en-Velayu.

## Administracija
Cahors je sedež treh kantonov:
- Kanton Cahors-Jug (del občine Cahors, občine Arcambal, Labastide-Marnhac, Le Montat, Trespoux-Rassiels),
- Kanton Cahors-Severovzhod (del občine Cahors, občine Lamagdelaine, Laroque-des-Arcs, Valroufié),
- Kanton Cahors-Severozahod (del občine Cahors, občine Espère, Mercuès, Pradines).

Mesto je prav tako sedež okrožja, v katerega so poleg njegovih vključeni še kantoni Castelnau-Montratier, Catus, Cazals, Lalbenque, Lauzès, Luzech, Montcuq, Puy-l'Évêque in Saint-Géry z 75.884 prebivalci.

## Zgodovina
Ustanovitev kraja sega nazaj v keltske čase. Njegovo ime izhaja iz plemena Cadurques, od tod tudi današnje ime za njegove prebivalce - Cadurciens. V rimskem obdobju se je kraj imenoval Divona Cadureorum, kasneje Cadurca. V zgodnjem srednjem veku je postal sedež škofije in bil na podlagi ugodne zaščitne lege že v 6. stoletju premožno trgovsko mesto. Od 9. stoletja je bilo podrejeno Toulousu. Največji pomen je Cahors doživel v 13. stoletju, ko je postal prvo bančno središče Evrope. Zaradi oderuških obresti ga je Cerkev označila za grešnega, kot takega pa ga je omenjal tudi Dante v svojem  Peklu skupaj s Sodomo.
V kraju je bil leta 1249 rojen čevljarjev sin Jacques Duèze oz. d'Euse, za časa Avignonskega izgnanstva papež Janez XXII.
Med stoletno vojno je bil z mirom v Brétignyju (1360) brez boja predan Angležom, vrnjen Franciji leta 1428.

## Znamenitosti
Cahors je na seznamu francoskih umetnostno-zgodovinskih mest.
- Katedrala sv. Štefana, grajena v letih 1080-1135,
- most Valentré, simbol kraja, (1308-1378),
- cerkev sv. Jerneja (14. stoletje).